# Предсказатель бурь

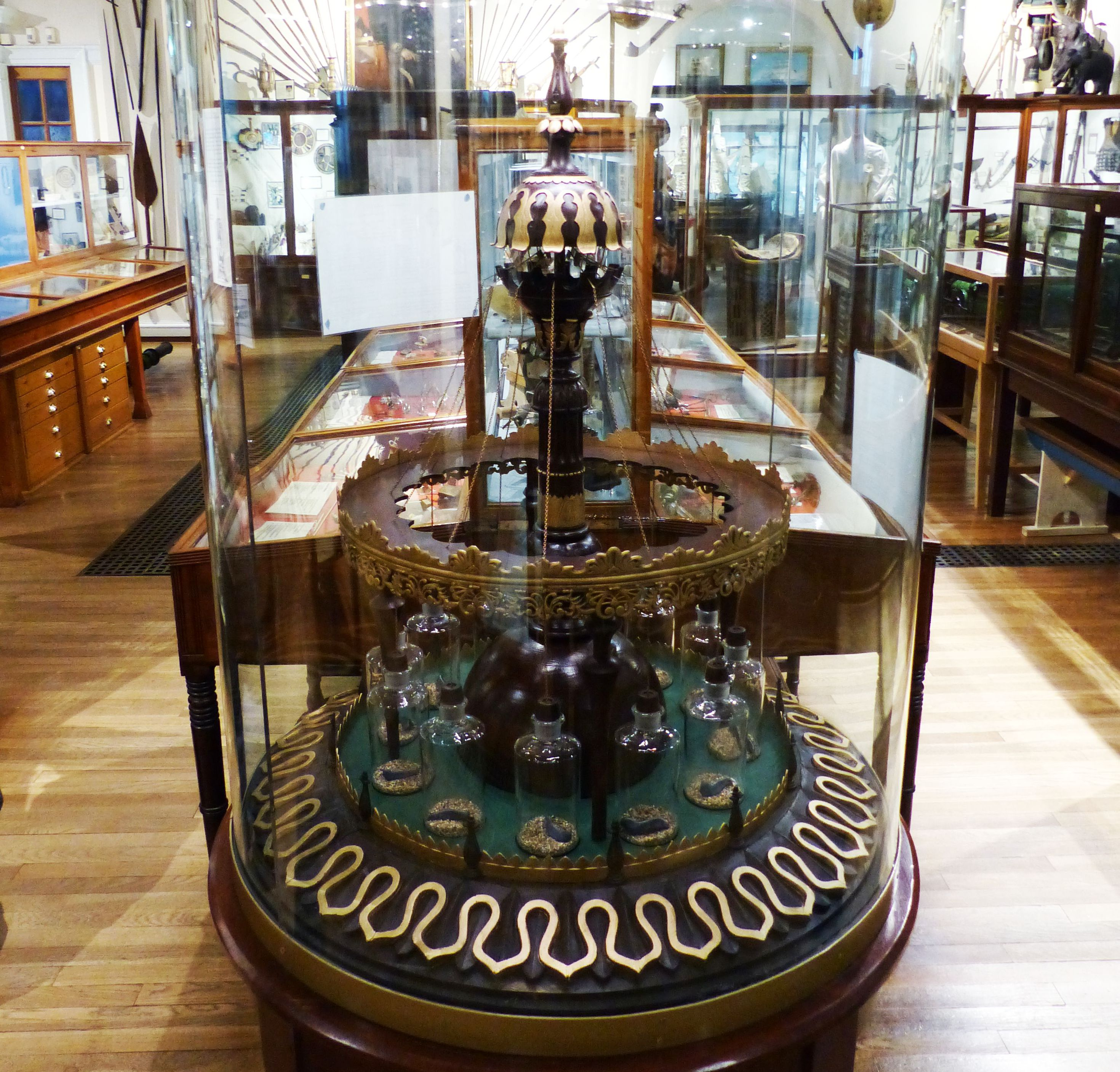
Современная реплика, представленная в музее Уитби

Предсказатель бурь (англ. Tempest Prognosticator), также известный как пиявочный барометр, — это метеорологический прибор, использующий особенности поведения пиявок для выявления приближения штормовой погоды. Предсказатель бурь был создан британским врачом, изобретателем и естествоиспытателем доктором Джорджем Мериуэзером в 1850 году.
Устройство состояло из набора стеклянных бутылочек, в каждой из которых была заключена пиявка. Приближение шторма приводило пиявок в возбужденное состояние; стремясь выбраться из бутылочек, пиявки задевали механизм, ударявший в небольшой колокольчик. По частоте раздающихся звуковых сигналов, пользователь прибора мог определить вероятность ухудшения погодных условий.
Предсказатель бурь был представлен на Великой выставке 1851 года.

## История создания
В 1850 году доктор Джордж Мэриуэзер, почетный куратор музея Философско-литературного общества города Уитби, заинтересовался реакцией медицинских пиявок на электромагнитные возмущения, вызываемые надвигающейся грозой. По собственным словам естествоиспытателя, импульсом к изучению данного феномена стали строки из стихотворения "Признаки дождя" Эдварда Дженнера (изобретателя первой в мире вакцины от оспы), в которых описывалась эта особенность поведения пиявок. На протяжении всего 1850 г. Мэриуэзер занимался развитием своей первоначальной идеи и разработал шесть модификаций предсказателя. Был создан вариант устройства с небольшой себестоимостью, который предполагалось повсеместно внедрить на флоте.
Также при участии ремесленников из Уитби Мэриуэзер построил демонстрационный экземпляр, украшенный мотивами из древнеиндийской архитектуры. Этот экземпляр был представлен на Всемирной выставке 1851 года в лондонском Хрустальном дворце. Известно, что 27 февраля 1851 года Джордж Мэриуэзер прочитал приуроченную к экспозиции прибора трехчасовую лекцию о принципах его работы членам Философско-литературного общества Уитби и представил эссе, в деталях описывающее принципы работы прибора.

## Метод работы

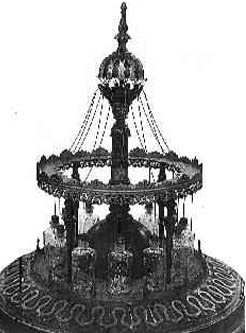
Предсказатель бурь – старинная фотография

Устройство состоит из двенадцати бутылок объемом в пинту, расположенных в форме круга. Над бутылками в центре устройства располагается колокольчик. На горлышко каждой бутылки надета металлическая трубка, в которую заключена пружина из китового уса, к которой, в свою очередь, присоединяется нить, ведущая к колокольчику.

Так пишет о принципах действия предсказателя сам Мериуэзер:
Бутылки были наполнены дождевой водой на дюйм с половиной; в каждую бутылку была помещено по пиявке. Когда на пиявок воздействуют возмущения электромагнитного поле атмосферы, они поднимаются вверх, спускают пружину и тем самым заставляют колокольчик прозвонить.
Пиявки испытывали трудности при продвижении по металлической трубке, но при высокой вероятности бури все же добирались до пружины. Мериуэзер отмечал, что некоторые пиявки были крайне чувствительны, а другие «ленились», и поэтому он решил использовать несколько бутылок сразу. Мэриуэзер называл пиявок «маленькой коллегией философов», и указывал на то, что большое количество звонков за короткое время означает что сразу несколько пиявок отреагировали на изменения погоды и сигнализирует о высокой вероятности шторма.
В эссе также описывался ряд необычных особенностей устройства прибора – например, Мэриуэзер настаивал на том, что бутылки с пиявками должны обязательно быть расположены по кругу – чтобы пиявки могли «видеть друг друга» и избежать «несчастья одиночного заключения».

## Применение и точность
Известно, что Мэриуэзер активно тестировал прибор в течение 1850 года, посылая председателю Философско-литературного общества Уитби письма с предсказаниями. Результаты задокументированных таким образом 28 экспериментов в настоящее время хранятся в библиотеке музея Уитби. В эссе Мэриуэзер заявил, что проведенные эксперименты позволяют говорить о довольно высокой точности предсказаний.
Мэриуэзер лоббировал использование своего изобретения на кораблях британского флота и в морских портах. Однако правительство приняло решение использовать гораздо менее громоздкий штормгласс адмирала Роберта Фицроя.

## Существующие экземпляры
Ни один из оригинальных экземпляров не сохранился до наших дней. Однако на волне интереса к устройству, возникшего по случаю столетия Всемирной выставки 1851 года, в 1951 году на основе заметок Мэриуэзера и литографического изображения была создана нефункциональная реплика предсказателя. Позднее на основе этой реплики появилось несколько полностью функциональных устройств.